# Simon Sorg
Simon Sorg (* 1719; † 3. Dezember 1792 wahrscheinlich in Regensburg) war ein bayerischer Bildhauer des Rokoko und Frühklassizismus.

## Biographie
Als Bildhauer war Simon Sorg in Regensburg und seiner näheren Umgebung tätig.  Ab 1774 erscheint er als Hofbildhauer der Fürsten Thurn und Taxis. Wie bei anderen Bildhauern und bildenden Künstlern in Bayern zeigt sich auch im Werk Simon Sorgs das lange Fortleben des im Volk beliebten Rokoko und eine erst verspätete Rezeption der neuen klassizistischen Stilideale.

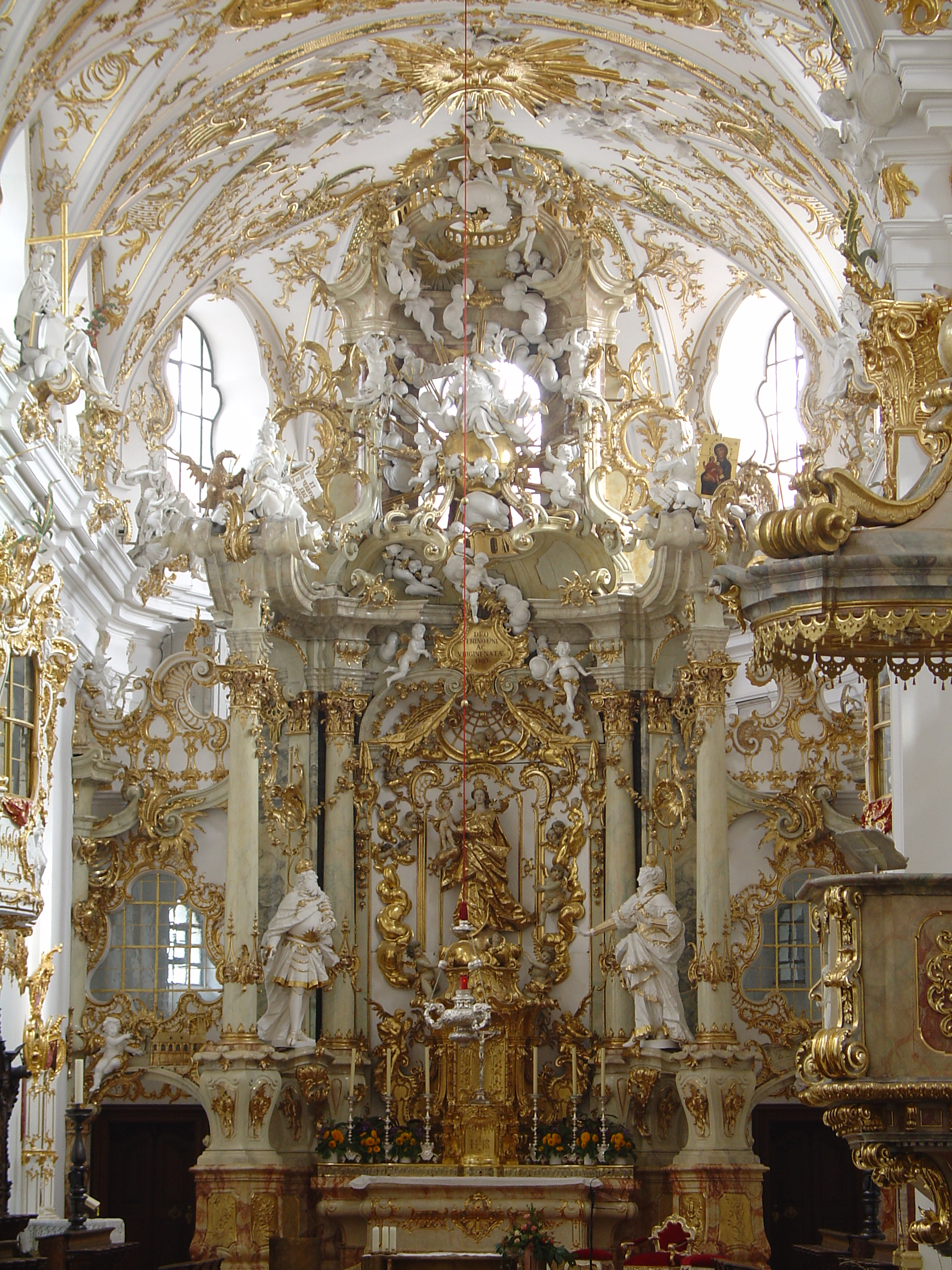
Hochaltar von Simon Sorg in der Alten Kapelle in Regensburg

## Werke
- Stiftskirche St. Johann in Regensburg: Figur der Immaculata am Marienaltar (um 1750, erhalten); Heiliges Grab (1758, nicht erhalten)
- Dominikanerinnenkloster Heilig Kreuz in Regensburg: Hochaltar, Kanzel und Beichtstühle (1751–1752)
- Kirchberg bei Regenstauf: nördlicher Seitenaltar (1752)
- Dechbetten bei Regensburg (heute eingemeindet): Hochaltar der zum Kloster Sankt Emmeram gehörenden Pfarr- und Wallfahrtskirche (1773)
- Stift Unserer Lieben Frau zur Alten Kapelle in Regensburg: Hochaltar und Chorgestühl der Stiftskirche (1782–1783)
- Mariaort (Gemeinde Sinzing) bei Regensburg: Seitenaltäre der Wallfahrtskirche Simon Sorg zugeschrieben (um 1760–1780)
- Pettenreuth: Hochaltar; die Kanzel wohl von Sorg nach Entwürfen seines Lehrers Joachim Anton Pfeffer
- Kloster Sankt Emmeram in Regensburg: Grabdenkmäler für die Fürsten von Thurn und Taxis
- St. Mang in Regensburg: Chorgestühl der Pfarrkirche St. Andreas